# Tambour
Tambour (Tiếng Do Thái: טמבור) là công ty Israel chuyên sản xuất sơn, chất phủ và vật liệu xây dựng cao cấp. Công ty được thành lập năm 1936 tại Israel. Tambour đã được Kusto Group - tập đoàn đầu tư trụ sở ở Singapore mua lại vào năm 2014.

## Tổng quan
Tambour hiện nay là công ty sớn lớn nhất của Israel và dẫn đầu thị trường sơn địa phương.
 Tambour nằm trong top 50 các nhà sản xuất sơn lớn của thế giới. Công ty chuyên sản xuất các loại sản phẩm sơn trang trí (gốc nước), sơn công nghiệp (gốc dầu cho thép, gỗ, sơn epoxy, tĩnh điện…), sơn tàu biển, hoá chất xây dựng và vật liệu xây dựng. Thương hiệu Tambour luôn đạt được vị trí số một trong tiềm thức (Top of Mind) người tiêu dùng ở Israel.
Tháng 6/2015, Tambour mở rộng hoạt động kinh doanh tại Việt Nam với mục tiêu hướng tới thị trường các nước Đông Nam Á. Sơn được nhập khẩu trực tiếp từ Israel thông qua Công ty TNHH Tambour Việt Nam.

## Lịch sử
Thương hiệu Tambour được thành lập vào năm 1936 bởi ba người nhập cư từ Đức và bắt đầu những hoạt động gần khu vực Haifa. Năm 1944 công ty đã được mua lại bởi tập đoàn Anh Jenson Nicholson. Hầu hết các hoạt động trong những năm sau đó đều tập trung cho Quân đội và Hải quân Anh. Đến năm 1952, nhà máy mới được xây dựng trong khu công nghiệp ở thành phố Acre.
Năm 1960, công ty đã một số đối tác: Công ty Cổ phần Kinh tế Israel - PEC (nhóm IDB), Công ty chứng khoán Anh-Israel và một nhóm các nhà đầu tư tư nhân. Đến năm 1962 công ty đã được bán lại cho các nhà sản xuất lớn nhất của sơn ở Nam Phi.
Trải qua nhiều sự thay đổi, gần đây vào năm 2014 Tambour đã thuộc sở hữu của tập đoàn đầu tư Singapore Kusto. Kusto là tập đoàn đầu tư có nguồn gốc từ Kazakhstan chuyên về khai khoáng, dầu mỏ, bất động sản và ngân hàng,